# Ponte di Veja
Die Ponte di Veja (deutsch Brücke der Veja) ist ein in den italienischen Monti Lessini bei Giare di Sant’Anna d’Alfaedo in Venetien gelegenes Felsentor.

## Topographie
Die Ponte di Veja entstand vor circa 120.000 bis 80.000 Jahren beim Einsturz einer großen Karsthöhle, deren Eingangsbereich als bogenförmige Gesteinsformation stehen blieb. An dem sich im Südwesten der Brücke anschließenden Talkessel und den dort liegenden Felsblöcken aus der Höhlendecke lassen sich die Ausmaße der einstigen Höhle noch heute erahnen. In nordöstlicher Richtung öffnet sich die Ponte di Veja zum Tal Valpantena. Auf dieser Seite hat die Brücke die lichten Maße von 29 Metern Höhe, 47 Metern Weite und 11 Metern Dicke. Auf der gegenüberliegenden Brückenseite sind es 24 Meter Höhe, 52 Meter Weite und 9 Meter Dicke. Der begehbare Teil der Brücke hat eine Breite zwischen 16 und 23 Metern. Sie wird häufig als größte natürliche Steinbrücke Europas bezeichnet, hat jedoch geringere Abmessungen als die Pont d’Arc im Tal der Ardèche in Frankreich.

## Forschungsgeschichte
In der unmittelbaren Umgebung der Brücke finden sich mehrere Höhlen, in denen seit 1932 zahlreiche Ausgrabungen durchgeführt wurden. Die Benennung der Höhlen erfolgte alphabetisch aufsteigend von Grotta A bis Grotta E. Mit einem Alter von etwa 100.000 Jahren stammen die ältesten Funde aus dem Moustérien, viele der Steinartefakte und Knochenwerkzeuge konnten als den Kulturen des Aurignacien und des Epigravettien zugehörend bestimmt werden.

## Trivia

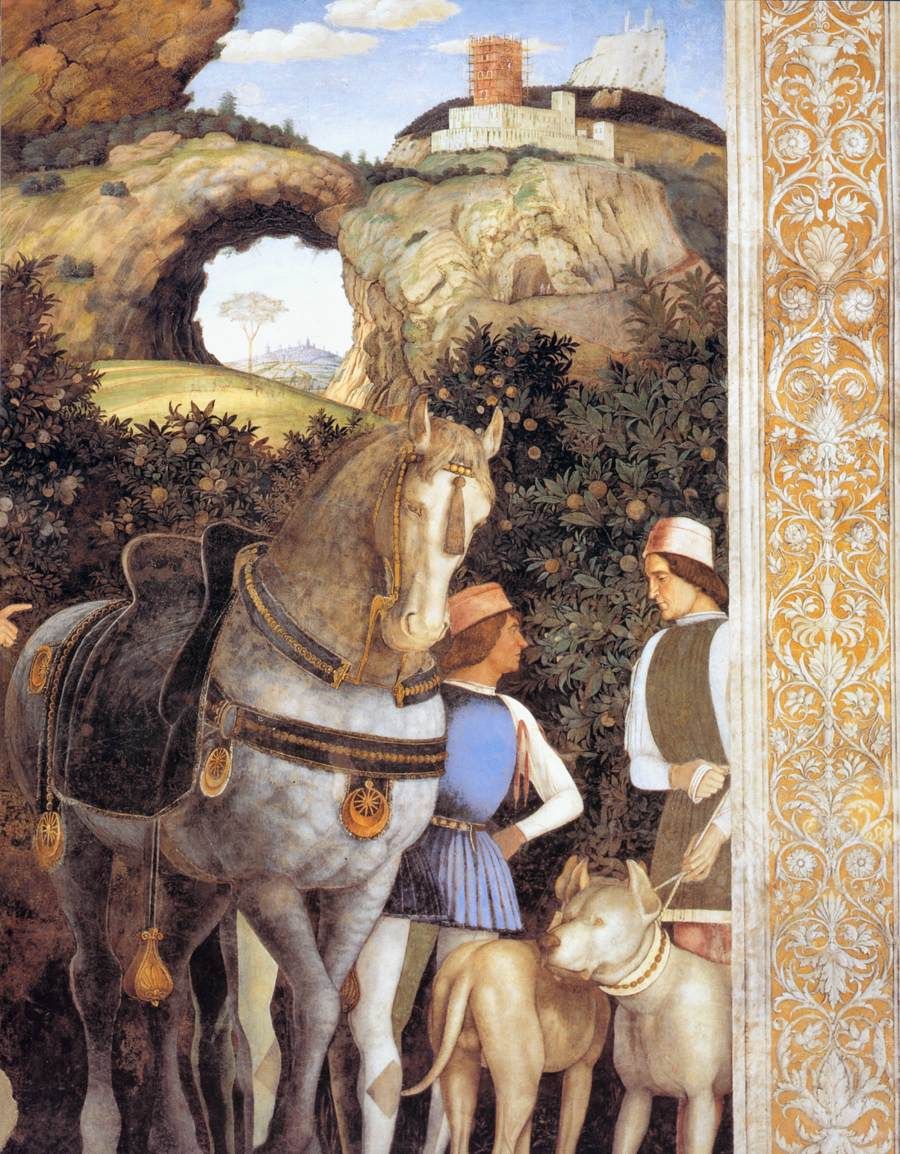
Die Ponte di Veja auf einem Fresko Mantegnas (Ausschnitt)

Die Ponte di Veja ist eine viel besuchte Natursehenswürdigkeit und ausgewiesenes Ziel im Verlauf des Europäischen Fernwanderwegs E5.
Im 15. Jahrhundert inspirierte die Ponte di Veja den Maler Andrea Mantegna zu dem Motiv eines Freskos, das er an der Ostwand im Prunkschlafzimmer (Camera degli Sposi) des Palazzo Ducale in Mantua anbrachte.